# Marinko Čavara
Marinko Čavara, né le 2 février 1967 à Busovača, est un homme politique bosnien. Il est le 10e président de la fédération de Bosnie-et-Herzégovine du 9 février 2015 au 28 février 2023.

## Biographie

### Vie privée
Čavara est marié à Ivanka Čavara et a trois enfants, une fille et deux fils.

## Carrière politique
En 1990, Čavara a rejoint l’Union démocratique croate de Bosnie-et-Herzégovine. Entre 1994 et 1995, il a été vice-président de la CDU. En 2002, il a de nouveau été nommé vice-président et président de la CDU à Busovača.
En 1997, Čavara a été élue au conseil municipal de Busovača. Lors de l’élection de 2000, il a été élu à l’Assemblée du canton de Bosnie centrale. Lors de l’élection qui s’est tenue deux ans plus tard, il a sauvé son poste à l’Assemblée.
En 1996, il a travaillé comme sous-ministre de la Circulation et de la Connexion dans le canton central de Bosnie. En 2001, son ministère a été démis de ses services et Čavara a été nommé directeur adjoint de la Direction cantonale des routes et a ensuite été nommé directeur. Il a travaillé dans ce bureau jusqu’en 2005.
Entre 2005 et 2006, il a été conseiller d’Ivo Miro Jović, qui était, à l’époque, membre croate de la présidence de Bosnie-et-Herzégovine. De mai 2006 à février 2007, il a été membre de la Chambre des peuples de la fédération de Bosnie-Herzégovine. Lors des élections générales d’octobre 2006, il a remporté un siège à la Chambre des représentants de la fédération de Bosnie-et-Herzégovine et a été nommé vice-président de la Chambre des représentants.
Fin 2023, il est président de la Chambre des représentants de l'Assemblée parlementaire de la Bosnie-Herzégovine.